# Polino
Polino is een gemeente in de Italiaanse provincie Terni (regio Umbrië) en telt 275 inwoners (31-12-2004). De oppervlakte bedraagt 19,5 km², de bevolkingsdichtheid is 14 inwoners per km².

## Demografie
Polino telt ongeveer 137 huishoudens. Het aantal inwoners daalde in de periode 1991-2001 met 11,0% volgens cijfers uit de tienjaarlijkse volkstellingen van ISTAT.
| Jaar | Inwoneraantal |
| ---- | ------------- |
| 1991 | 300           |
| 2001 | 267           |

## Geografie
De gemeente ligt op ongeveer 836 m boven zeeniveau.
Polino grenst aan de volgende gemeenten: Arrone, Ferentillo, Leonessa (RI), Morro Reatino (RI), Rivodutri (RI).
Acquasparta · Allerona · Alviano · Amelia · Arrone · Attigliano · Avigliano Umbro · Baschi · Calvi dell'Umbria · Castel Giorgio · Castel Viscardo · Fabro · Ferentillo · Ficulle · Giove · Guardea · Lugnano in Teverina · Montecastrilli · Montecchio · Montefranco · Montegabbione · Monteleone d'Orvieto · Narni · Orvieto · Otricoli · Parrano · Penna in Teverina · Polino · Porano · San Gemini · San Venanzo · Stroncone · Terni
1. ↑  https://demo.istat.it/?l=it.